# Miroir mon amour
Pour plus de détails, voir Fiche technique et Distribution.
Miroir mon amour est un téléfilm français réalisé par Siegrid Alnoy, diffusé le 26 octobre 2012 sur Arte.

## Synopsis
La Reine abandonne sa fille Blanche Neige dans les bois. Vingt ans plus tard, celle-ci revient pour se venger.

## Technique
- Réalisation : Siegrid Alnoy
- Scénario : Siegrid Alnoy, Lise Macheboeuf
- Musique : Gabriel Scotti, Vincent Haenni
- Production : Flach Film Production, Arte France, Sylvette Frydman, Jean-François Lepetit
- Durée : 84 minutes

## Distribution
- Fanny Ardant : la reine
- Carlo Brandt : le roi
- Judith Chemla : Blanche Neige
- Laurent Stocker : le prince
- Aurore Clément : la reine Aurore
- Jean-Pierre Kalfon : le roi Jacob
- Rodolphe Congé : le chasseur
- Sébastien Libessart : le jardinier
- Mélusine Mayance : Blanche Neige enfant